# Херайм (тауншип, Миннесота)
Херайм (англ. Hereim) — тауншип в округе Розо, Миннесота, США. На 2000 год его население составило 248 человек.

## География
По данным Бюро переписи населения США площадь тауншипа составляет 85,9 км², из которых 85,9 км² занимает суша, водоёмов нет.

## Демография
По данным переписи населения 2000 года здесь находились 248 человек, 99 домохозяйств и 76 семей.  Плотность населения —  2,9 чел./км².  На территории тауншипа расположено 105 построек со средней плотностью 1,2 построек на один квадратный километр. Расовый состав населения: 97,98 % белых, 0,40 % коренных американцев и 1,61 % приходится на две или более других рас.
Из 99 домохозяйств в 33,3 % воспитывались дети до 18 лет, в 65,7 % проживали супружеские пары, в 6,1 % проживали незамужние женщины и в 23,2 % домохозяйств проживали несемейные люди. 18,2 % домохозяйств состояли из одного человека, при том 10,1 % из — одиноких пожилых людей старше 65 лет. Средний размер домохозяйства — 2,51, а семьи — 2,84 человека.
25,4 % населения — младше 18 лет, 5,6 % — в возрасте от 18 до 24 лет, 28,2 % — от 25 до 44, 27,4 % — от 45 до 64, и 13,3 % — старше 65 лет. Средний возраст — 40 лет. На каждые 100 женщин приходилось 103,3 мужчин.  На каждые 100 женщин старше 18 приходилось 103,3 мужчин.
Средний годовой доход домохозяйства составлял 38 750 долларов, а средний годовой доход семьи —  45 208 долларов. Средний доход мужчин —  29 375  долларов, в то время как у женщин — 23 333. Доход на душу населения составил 13 977 долларов. За чертой бедности находились 3,9 % семей и 9,9 % всего населения тауншипа, из которых 10,0 % младше 18 и 42,9 % старше 65 лет.